# Гымыл
Гымыл (азерб. Qımıl) — азербайджанские ковры, относящиеся к кубинской группе Куба-Ширванской школы ковроткачества.

## Классификация
Название ковров происходит от названия лезгинского села Гымыл, расположенного в Кубинском районе. Такие ковры появились в Кабале в XIV—XV веках, Но позднее с XVIII века они начали распространяться в ковроткацких пунктах Кубинского района.

## Художественные особенности
Ковры «Гымыл» отличаются от других ковров кубинской группы своей сложностью и колоритом.
Существует 2 варианта художественной композиции ковров. Основное различие в том, что узоры первого варианта состоят из ломаных, а во втором варианте они криволинейные.

### Первый вариант
Композицию серединного поля составляют симметрично повторяющиеся четыре прямоугольных раппорта большого расстояния. В центре серединного поля изображëн продолговатый многоугольный медальон, который считают одним из основных элементов этого ковра. Этот элемент во второй половине XIX века стал популярен среди ткачей под названием «поднос» (также — «хонча»). Согласно обычаям народа шербет приносили на медных, латунных, золотых или серебряных подносах с орнаментом и расставляли на разостланной на полу скатерти. Производимые в России со XIX века подносы с пышными узорами и хохломой были широко распространены в Азербайджане, в результате чего ковроткачи стали заимствовать их форму и эти узоры и воспроизводить их на коврах. Со XIX века ковры под названием «Поднос нишан» распространились среди мастеров и стали популярными. Рисунок «Поднос нишан» чаще всего изображался в коврах ширван-кубинского типа. Медальон, помещенный в центре ковра «Гымыл» — так называемая «хонча». Элементы, изображëнные на «хонче» — стилизованные растительные узоры, взятые из хохломских подносов. С верхней и нижней сторон медальона изображают четыре больших многоугольных элемента под названием «чилчыраг» (с азерб. — «люстра»). Слева и справа медальонов в центре поля изображено восемь продолговатых элементов под названием «тугбашы». На оставшемся же месте расположены круглые элементы малых и средних размеров. Композиция серединного поля ковра состоит из изображений ряда предметов быта, напоминает изображение свадьбы или пира. Бордюры состоят из разных полосок: из серединной каймы, малой каймы, а в крупных коврах ещё и из «зенджире» и медахила. Серединная кайма создает центральную полосу бордюра, ее украшения состоят в основном из изображений птиц. По бокам серединной каймы помещаются две малых каймы в виде «долангача» (меандр), построение орнамента которых называют мастера-ковроткачи «чагмагы каландар» (куркообразная кайма). Бордюрная часть этих ковров не всегда имеют столько полос, но можно встретить также ковры с многополосными бордюрами.
В первом варианте ковров серединное поле чаще всего бывает темно-синего цвета, но бывают и ковры, в которых фон красный или темно-кирпичный. В соответствии с цветом серединного поля может меняться цвет бордюра.

### Второй вариант
В центре серединного поля изображают большой круглый гель («гую»). От частей медальона в сторону верхней и нижней каймы проходит вертикальная полоса. Конец полосы украшен «губпой». Между губпой и гёлем помещается кетебе. Четверть одного медальона, двух кетебе и двух губп, повторяется в углах поля. Фон поля покрыт сеткой с ромбовидными ячейками. Бордюрная часть состоит из нескольких медахилей и серединной каймы. Медахилы построены из тонких полос, такие медахилы прозваны «зубчатыми». А «чилчыраг» (с азерб. — «люстра»), создаёт серединную кайму.
Фон бывает белым, кремовым или бледно-голубым. В соответствии с цветом серединного поля может меняться цвет бордюра.

## Технические особенности
Ковры считаются коврами лучшего сорта Куба-Ширванской школы.
Размер таких ковров — от 125x190 см до 150x240 см. В редких случаях ковры бывают длинными. На одном квадратном метре ковра находится от 160000 до 250000 узлов. Высота ворса — 4-6 мм.